# Parengyodontium album
Parengyodontium album è una specie fungina nota per la sua capacità di decomporre la plastica.
Le scoperte dei primi anni del XXI secolo hanno rivelato la sua presenza negli ecosistemi marini, dove colonizza e decompone il polietilene, la plastica più abbondante negli oceani.  I microbiologi marini del Royal Netherlands Institute for Sea Research e i collaboratori di varie istituzioni internazionali hanno scoperto che P. album, insieme ad altri microrganismi marini, vive in sottili biofilm su materiali plastici sparsi in tutto l'oceano, in particolare nel Grande Accumulo di Rifiuti del Pacifico.

## Descrizione
Parengyodontium album (sin. Engyodontium album)  cresce tipicamente in ambienti umidi o di scarico e può essere trovato su materiali comuni come carta, iuta, lino e pareti dipinte. Si riproduce in condizioni secche e idrofobiche, utilizzando un tipo di spora che consente al fungo di diffondersi nell'aria e colonizzare nuove aree. Il fungo forma colonie bianche e soffici, la cui parte inferiore è incolore. Al microscopio si possono osservare strette ife vegetative (la principale struttura di crescita del fungo) insieme a ife fertili che si ramificano e contengono cellule conidiogene (le cellule specializzate in cui si formano le spore). Le spore sono lisce, rotonde e trasparenti.
Questo fungo fu isolato per la prima volta da una colonia di Penicillium in un laboratorio di biologia marina, dove fu considerato un possibile contaminante.

## Habitat
Questa specie non è solo comune in contesti naturali, ma è stata anche notata per la sua capacità di prosperare in ambienti creati dall'uomo.
Il fungo è stato trovato, oltre che sulla plastica galleggiante negli oceani, anche in vecchi monumenti, musei, biblioteche, edifici religiosi contenenti pitture murali e vecchie strutture in legno. È stato rinvenuto anche nelle grotte, sia nella nuda roccia, sia nelle pitture murali ivi presenti.

## Decomposizione della plastica negli oceani

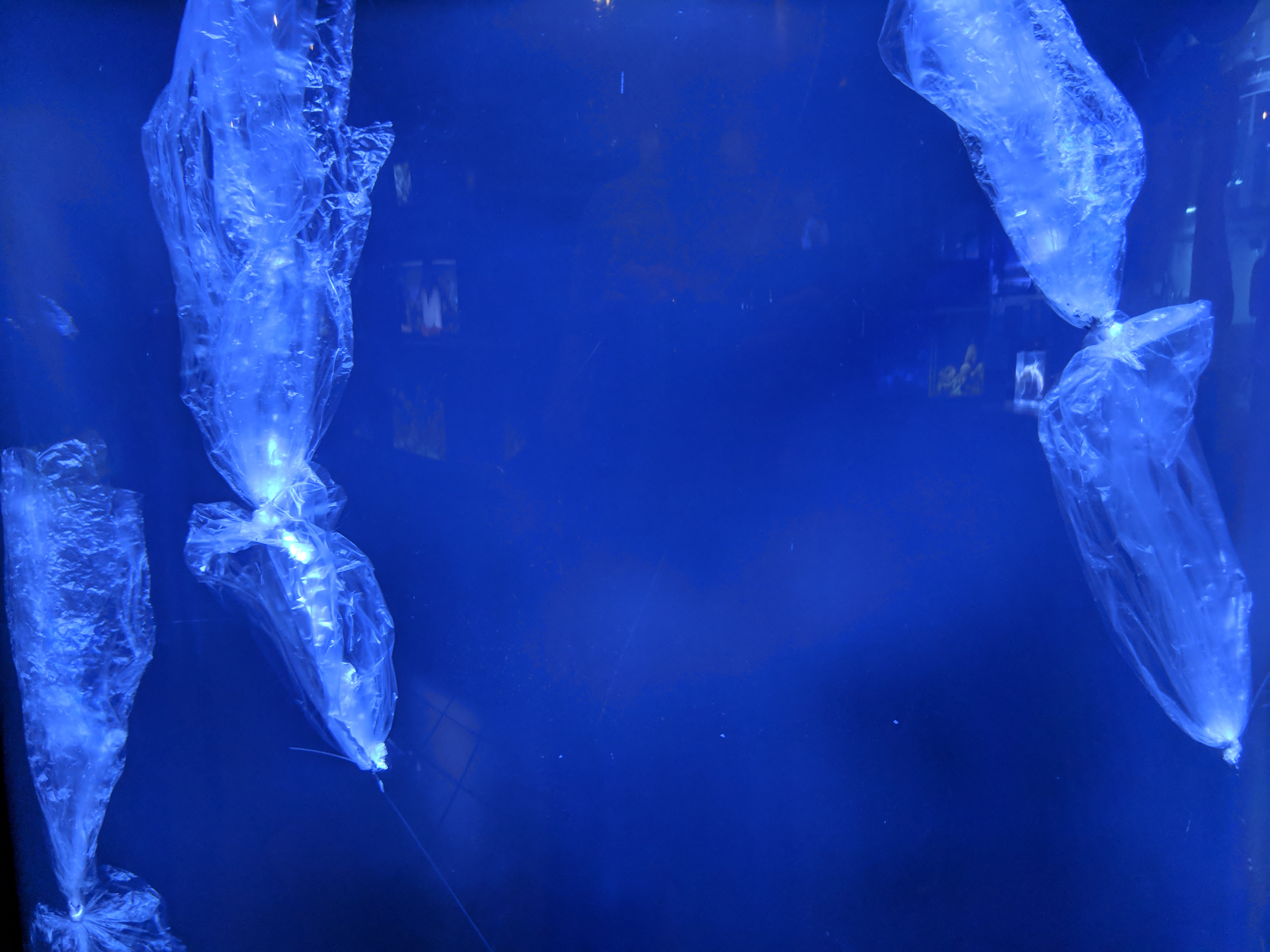
Una mostra al Mote Marine Laboratory che mostra sacchetti di plastica (comunemente realizzati con pellicole di polietilene) nell'oceano che assomigliano a meduse

La degradazione del polietilene da parte del Parengyodontium album è particolarmente degna di nota perché avviene ad una velocità di circa lo 0,05% al giorno in condizioni di laboratorio e questo processo è significativamente influenzato dalla luce solare.  I ricercatori hanno notato che il fungo scompone solo il polietilene esposto alla luce UV, il che indica che in ambienti naturali, P. album probabilmente aggredisce la plastica che galleggia vicino alla superficie dell'oceano.
La luce UV è l'agente principale nella decomposizione della plastica; tuttavia, quando la luce UV e il fungo collaborano, è possibile scomporre una quantità maggiore di plastica rispetto a quanto accadrebbe se agissero separatamente.
Anche se il fungo converte la maggior parte del carbonio del polietilene in anidride carbonica, l'impatto ambientale di questo rilascio di CO2 è minimo, simile alla quantità espirata dagli esseri umani durante la respirazione.
Esistono altri funghi marini che sono in grado di decomporre la plastica, tra cui Alternaria alternata e Rhodococcus ruber.